# Landesinstitut für Schule (Bremen)

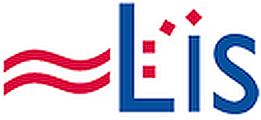
Logo des Instituts

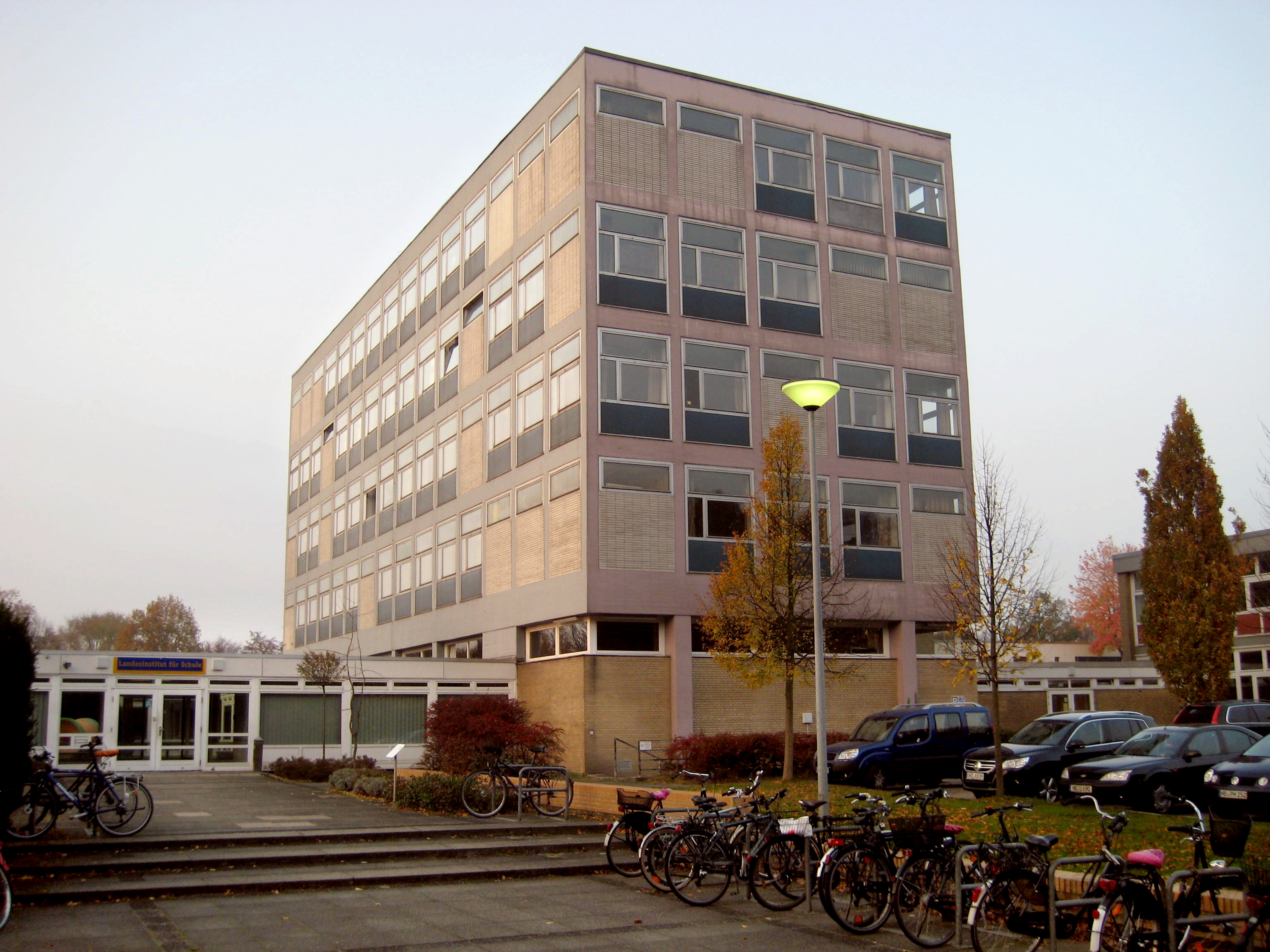
Hauptsitz des LIS in Bremen-Findorff, Am Weidedamm 20

Das Landesinstitut für Schule (LIS), auch Landesinstitut für Schule der Freien Hansestadt Bremen bzw. Landesinstitut für Schule Bremen (LIS Bremen), ist eine Einrichtung des Landes Freie Hansestadt Bremen und gehört zum Ressort der Bremer Senatorin für Kinder und Bildung. Das LIS ist Teil des Bremer Schulwesens und unterstützt die Schulen im Land Bremen bei ihrer Entwicklung. Es erbringt fachliche, pädagogische und psychologische Dienstleistungen für alle, die im Stadtstaat Bremen an Schule und Erziehung beteiligt sind.
Innerhalb des Stadtstaates ist das LIS dezentralisiert; neben dem Hauptsitz in Bremen-Findorff bestehen Dependancen in Bremen-Mitte und Bremerhaven.

## Aufgaben
Zu den Kernaufgaben des Landesinstituts für Schule gehören:
- Ausbildung von Referendarinnen und Referendaren (Lehramtsreferendariat)
- Qualifizierung von Lehrkräften, Funktionsträgern und Schulleitungen sowie des weiteren pädagogischen Personals in Schulen
- Förderung und Unterstützung von Schulen bei der Gestaltung von Prozessen der Schul- und Unterrichtsentwicklung
- Entwicklung von Rahmenvorgaben und qualitätssichernden Instrumenten für Schule und Unterricht
- Bereitstellung von Büchern, Medien und Materialien für die Gestaltung von schulischen Lehr- und Lernprozessen
- Fachliche Beratung der Senatorin für Kinder und Bildung

Das LIS kooperiert dabei mit außerschulischen Partnern und so genannten Multiplikatoren sowie mit bremischen und überregionalen Einrichtungen.
Zusätzlich zu seiner Funktion als Landesinstitut nimmt das LIS für die Stadtgemeinde Bremen kommunale Aufgaben wahr.

## Organisation
Im Hauptgebäude, das an der Straße Am Weidedamm 20 im Bremer Stadtteil Findorff gelegen ist, befinden sich die Leitung des LIS, die zentrale Verwaltung, die Abteilungen Schulentwicklung/Personalentwicklung, Qualitätssicherung und Ausbildung, die Bibliothek sowie Seminarräume.
Am Standort Große Weidestraße in Bremen-Mitte befinden sich das Referat Gesundheit und Suchtprävention der Abteilung Schulentwicklung/Personalentwicklung und das Zentrum für Medien mit den Makemedia Studios, dem Fotoarchiv und dem Landesfilmarchiv.
In Bremen-Nord gibt es am Standort Weserstraße das ReBUZ-Nord.
In der „Außenstelle Bremerhaven“, die über den Standort Deichstraße in Bremerhaven-Mitte verfügt, hat das Hauptseminar 34 (Bremerhaven) der Abteilung Ausbildung seinen Sitz.

## Leitung
Der Direktor des LIS ist Stephan Rademacher. Das Landesinstitut für Schule untersteht gegenwärtig der Dienststelle Senatorin für Kinder und Bildung.